# Genoma del melanoma

## Genoma del melanoma
El melanoma es conocido por su propensidad metastásica y su letalidad en un estadio avanzado. Este cáncer está relacionado con la exposición a la radiación ultravioleta en una edad temprana en la vida. El genoma del melanoma ya fue secuenciado y el artículo resultante publicado en Nature, en 2012 por Michael Berger, Eran Hodis y Timothy P. Heffernan. [1]

## Publicación enNaturedel genoma del melanoma en 2012[1]

### Introducción
Para obtener una vista genómica comprehensiva del melanoma, fueron secuenciados 25 melanomas metastásicos y DNA de la línea germinal correspondiente. Fue observada una grande gama de frecuencias de mutaciones puntuales: más baja en melanomas en la piel de las extremidades no expuesta a la radiación UV sin pelo (3 y 14 por Mb de genoma), intermedia en los melanomas originados a partir de la piel con pelo del tronco (5-55 por Mb de genoma), y muy alta en un paciente con una exposición crónica al sol documentada (111 por Mb). El análisis del genoma completo identificó el PREX-2 como un gen significativamente mutado y con una frecuencia de mutación de 14% en un grupo independiente de 107 melanomas humanos. Las mutaciones en el PREX-2 son biológicamente importantes, pues la expresión ectópica de este acelera la formación de tumor de los melanócitos humanos inmortalizados in vivo.

### Metodología y resultados
Los autores secuenciaran los genomas de 25 melanomas metastásicos y la sangre periferia obtenida de los mismos pacientes. Los tumores ME015 y ME032 son metástasis de melanomas cutáneos que surgen en la piel sin pelo de las extremidades – subtipo acral. Los otros tumores fueran primariamente metástasis de los melanomas originados en la piel con pelo del tronco (el subtipo más común clínicamente). Además, ME009 representó una metástasis de un melanoma primario con historia clínica de exposición a la radiación UV.
A través de la secuenciaron de los genomas de 25 melanomas matastásicos y sangre periférica obtenidos de los mismos pacientes, han observado que los tumores ME015 y ME032 representan el subtipo acral y presentaron tasas de mutaciones comparables con otros tipos de tumores sólidos. Todos los otros fueron del subtipo más común, lo de extensión superficial. Además, el ME009 representa una metástasis de un paciente con historia clínica de exposición crónica al UV. Este tumor exhibió una tasa muy elevada, de 11 mutaciones por Mb.
Tasas de mutación elevadas y espectro indicativo del daño por la radiación UV.jpg

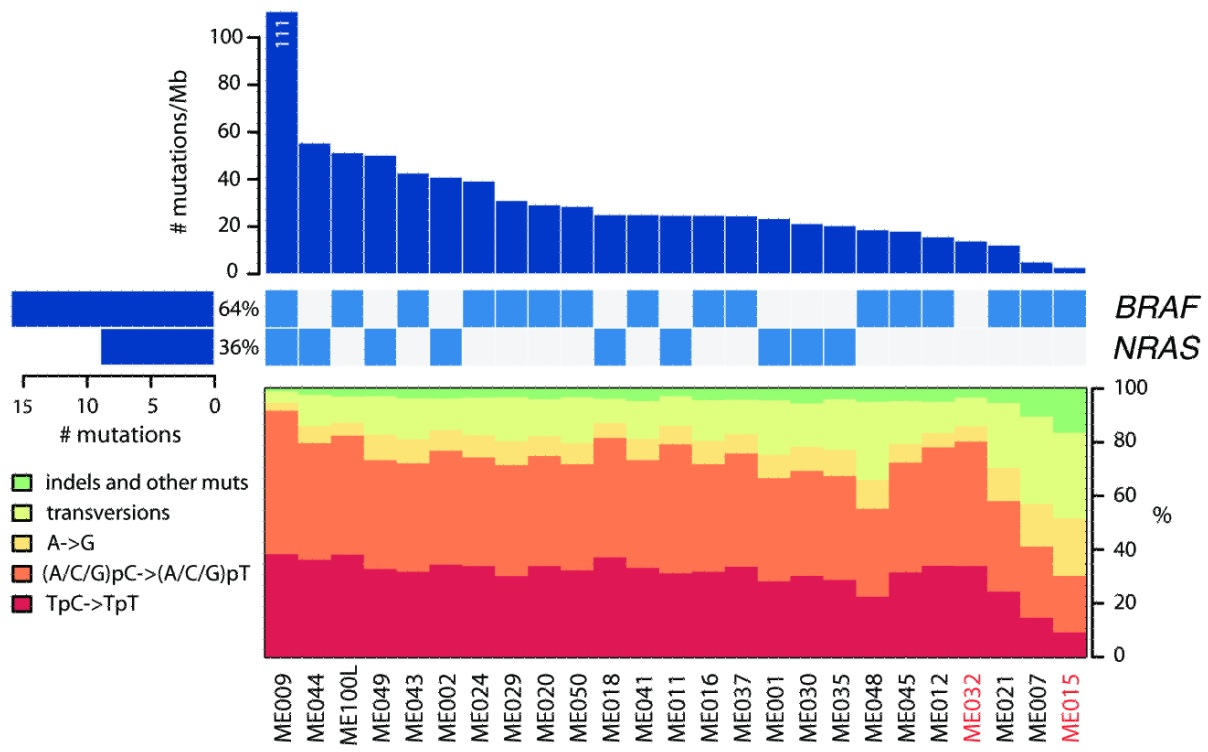

La gráfica de barras muestra la tasa de mutaciones somáticas en 25 genomas del melanoma secuenciados. La segunda matriz muestra la ocurrencia de mutaciones somáticas en los genes BRAF y NRAS. La gráfica de abajo muestra el número total de mutaciones en los tumores indicados. Los melanomas acrales están escritos a rojo.
El la imagen se puede ver el resultado de la secuenciación de los genomas de los 25 tumores. Fueron encontradas 9652 mutaciones missense – que resulta en la codificación de un aminoácido diferente. Una mutación en el gen BRAF estaba presente en 16 de 25 y del NRAS en 9 de 25 tumores. Puede verse que cuando ocurre la mutación en el gen BRAF no ocurre en el gen NRAS, con la excepción del tumor ME009, que presenta las dos. Esta secuenciación del genoma confirmó la contribución de la exposición solar (a la radiación ultravioleta) en las causas de los melanomas.
A través del análisis de los reorganizaciones estructurales, los autores han observado que distintos tumores presentaban distintos números de reorganizaciones. Además, la frecuencia de reorganizaciones intracromosomales e intercromosomales también fue distinta, por lo que se concluye que distintos tumores pueden llevar a la tumorigénesis a través de distintos mecanismos de alteración genética.
Muchas reorganizaciones en ME032 implican múltiples roturas en un determinado intervalo genómico. Uno de esos eventos rompió el locus ETV1. Este tiene un papel oncogénico en el melanoma, estando asociado a un oncogene de supervivencia del linaje del melanoma. Los autores validaran 6 reorganizaciones distintas en el ME032 que implican puntos de rotura en intrones ETV1. Estas reorganizaciones fueron asociadas a altos niveles de amplificación de ETV1 en este tumor.
Una segunda reorganización compleja implicó en locus del PREX-2, que también está implicado en la regulación de la Rac-GTPasa, que está activada en el melanoma. Los autores validaron 9 reorganizaciones somáticas en la vecindad del PREX-2, incluyendo 5 con puntos de rotura intrónicos. Como el ETV1, el PREX-2 también está muy amplificado en este tumor. Estos dados fueron comprobados por el análisis FISH.
Las reorganizaciones y amplificación pueden indicar mecanismos múltiplos de la desregulación del PREX-2 en melanoma y los locales de reorganizaciones complejas pueden indicar genes de importancia funcional en el melanoma. 
Para determinar la prevalencia de las mutaciones del PREX-2 en el melanoma, secuenciaron un grupo de 45 tumores y 62 cultivos de variadas instituciones y regiones geográficas. Encontraron 23 mutaciones en las cuales 15 representaban alteraciones no sinónimas, infiriendo 14% de mutaciones no sinónimas en el PREX-2 de este grupo.
Fueron observadas razones discrepantes non-synonymous:synonymous entre las muestras de tumor y las culturas de curto termo. Esto puede indicar que los subconjuntos de células del melanoma capaces de crecimiento robusto in vitro pueden haber experimentado una presión selectiva reducida para mutaciones del PREX-2 o que el locus del PREX-2 puede exhibir una tasa de mutación local favorecida, un subproducto del cual es la producción de variantes que sufren selección positiva in vivo.

### Conclusiones
Los autores providenciaron la primera vista de alta resolución del genoma. El análisis reveló probas globales genómicas para el papel de la mutagénesis por la radiación ultravioleta en el melanoma, e identifica variados genes mutados y reorganizados que no estaban anteriormente implicados en esto. En particular, descubrieron que las mutaciones del PREX-2 son recurrentes y funcionalmente consecuenciales en la biología de los melanomas. Sus mecanismos de acción precisos no están aún elucidados, pero el PREX-2 parece adquirir actividad oncogénica a través de mutaciones que perturban o inactivan una o más de sus funciones celulares. 
La genómica del cáncer (y de una forma muy importante, el proyecto mundial para la secuenciación del genoma del cáncer gestionado por el Consorcio Internacional del Genoma del Cáncer) ha sido muy importante para la descubierta y aplicación racional de nuevas terapias para el tratamiento del cáncer. 
Este estudio reveló un gran número de alteraciones complejas que tienen impacto en muchos otros genes, además del PREX-2. Comprender como este espectro de aberraciones genómicas contribuye para la génesis y progresión del melanoma deberá providenciar nuevas revelaciones en la biología de los tumores, resistencia terapéutica y regímenes de tratamiento en desarrollo, dirigido a un mejor control del melanoma. 